# Kasbach-Ohlenberg
Kasbach-Ohlenberg è un comune di 1.391 abitanti della Renania-Palatinato, in Germania.
Appartiene al circondario (Landkreis) di Neuwied (targa NR) ed è parte della comunità amministrativa (Verbandsgemeinde) di Linz am Rhein.